# Jean-Jacques Dupeyroux
Pour les articles homonymes, voir Dupeyroux.
Jean-Jacques Dupeyroux, né le 16 novembre 1929 à Montpellier et mort le 23 mai 2020 à Paris, est un juriste et professeur de droit français. Spécialiste de la sécurité sociale, il dirige durant de nombreuses années la revue Droit social.

## Biographie
Jean-Jacques Dupeyroux est le fils du professeur de droit, Henri Dupeyroux, et d'Anne-Marie Rouché.
Il passe la guerre à Montauban, puis fait ses études secondaires au lycée Fermat à Toulouse, Jean-Jacques Dupeyroux est étudiant aux facultés de droit de Toulouse puis de Paris. Il est docteur en droit en 1955 et agrégé des facultés de droit. Après un premier poste à Alger en 1956, il enseigne à l'université de Toulouse de 1958 à 1966. En 1960, à la suite du décès de Paul Durand, il entre, avec Jean Savatier, dans l'équipe de direction de la revue Droit social publiée par Dalloz, il en devient directeur en 1974.
En 1966, il devient directeur des études à l'École nationale d'administration, fonction qu'il occupe jusqu'en 1970. Puis, de 1971 à 1990 il est professeur à l’université Paris II-Assas dont il dirige longtemps le département de droit social.
Au cours de sa carrière il assume diverses responsabilités : président du Conseil supérieur de la prud'homie de 1984 à 1989, membre de l'Observatoire de la parité entre les femmes et les hommes, membre de la Commission des comptes de la santé, médiateur dans les conflits collectifs de travail.
Jean-Jacques Dupeyroux publie des chroniques juridiques dans Libération et dans  Le Monde.

## Les apports de Jean-Jacques Dupeyroux
Jean-Jacques Dupeyroux est connu comme universitaire spécialiste de la sécurité sociale à l’université française. Il définit la distinction entre régimes bismarckiens et beveridgiens, et fait valoir en 1960 auprès de Michel Debré, alors ministre de la Justice, l’intérêt d’une école des dirigeants de la sécurité sociale, le Centre d’études supérieures de sécurité sociale (CESSS), devenu École nationale supérieure de sécurité sociale (EN3S) en 2001. Il est chargé de mission auprès de Robert Boulin, ministre du travail de Valéry Giscard d’Estaing, puis Claude Évin lui confie en 1989 une mission sur la Contribution sociale généralisée, créée l'année suivante,.
Il est connu pour son Précis Dalloz, intitulé Sécurité sociale, publié en 1969, et pour son ouvrage Droit de la Sécurité sociale, tous deux réédités collectivement ultérieurement.

## Distinctions
- 1994 : commandeur de l'ordre national du Mérite[12].
- 1998 : commandeur de la Légion d'honneur[13] .

## Publications

### Ouvrages scientifiques
- Contribution à la théorie générale de l'acte à titre gratuit,  préface de Jacques Maury, Paris, 1955, Librairie générale de droit et de jurisprudence, (thèse de droit) 460 p.
- Sécurité sociale,  Paris, 2000, avec Xavier Prétot, Sirey, 10e éd., 198 p.
- Droit de la sécurité sociale, avec Michel Borgetto, Robert Lafore & Rolande Ruellan, Paris, Dalloz, 18e éd. 2015, 1 297 p.[14]

### Autres publications
- Tout San-Antonio, avec Jean-Claude Soyer, Julliard, 1970, 469 p. [le livre est composé d’extraits de 74 volumes de San-Antonio, regroupés en 17 chapitres].